# Eleições autárquicas de 2013 em Vila Nova de Gaia
As eleições autárquicas de 2013 serviram para eleger os membros dos órgãos do poder local no Concelho de Vila Nova de Gaia.
Os resultados das eleições deram a vitória ao Partido Socialista e ao seu candidato, Eduardo Vitor Rodrigues. Com 38,15% dos votos, os socialistas conseguiram recuperar uma Câmara que, desde 1997, estava nas mãos da coligação PSD-CDS.
A coligação PSD-CDS e o seu candidato, Carlos Abreu Amorim, obtiveram 19,97% dos votos e 3 vereadores, resultados desastrosos comparados com os de 2009, em que, a coligação obteve 61,98% dos votos e 8 vereadores.
Para este mau resultado da coligação, muito contribui a divisão interna do PSD local, que levou a uma candidatura independente de José Guilherme Aguiar, que conquistou 19,74% dos votos.

## Listas e Candidatos
| Lista | Lista                              | Candidato               |
| ----- | ---------------------------------- | ----------------------- |
|       | Partido Socialista                 | Eduardo Vítor Rodrigues |
|       | PSD-CDS                            | Carlos Abreu Amorim     |
|       | Guilherme Aguiar - Juntos Por Gaia | José Guilherme Aguiar   |
|       | Coligação Democrática Unitária     | Jorge Moreira           |
|       | Bloco de Esquerda                  | António Pereira         |
|       | Movimento de Cidadãos por Gaia     | Manuel Machado          |
|       | PCTP/MRPP                          | Cristina Máximo         |
|       | Partido Trabalhista Português      | Manuel Almeida          |

## Sondagens
| Data       | Fonte       | PSD-CDS | PSD-CDS | PS   | PS  | PCP-PEV | PCP-PEV | BE  | BE | JPG  | JPG | Outros | Outros | Vantagem |
| 29-09-2013 | Autárquicas | 20,0    | 3       | 38,2 | 5   | 6,4     | 0       | 3,1 | 0  | 19,7 | 3   | 12,7   | 0      | 18,2     |
| 26-09-2013 | [ 5 ]       | 21,0    | 3       | 32,0 | 4   | 8,0     | 0/1     | 5,0 | 0  | 26,0 | 3/4 | 8,0    | 0      | 6,0      |
| 25-09-2013 | [ 6 ]       | 25,1    | 3       | 29,0 | 3/4 | 7,5     | 0/1     | 3,3 | 0  | 29,3 | 3/4 | 5,8    | 0      | 0,3      |
| 07-09-2013 | [ 7 ]       | 24,5    | 3       | 27,1 | 3/4 | 9,4     | 1       | 4,1 | 0  | 28,4 | 3/4 | 6,5    | 0      | 1,3      |
| 26-07-2013 | [ 8 ]       | 24,8    | 3       | 30,0 | 3/4 | 7,7     | 0/1     | 3,6 | 0  | 30,6 | 3/4 | 3,3    | 0      | 0,6      |
| 02-06-2013 | [ 9 ]       | 22,7    | 2/3     | 32,2 | 4   | 7,4     | 0/1     | 3,8 | 0  | 30,7 | 3/4 | 3,2    | 0      | 1,5      |
| 11-10-2009 | Autárquicas | 62,0    | 8       | 25,3 | 3   | 6,3     | 0       | 3,2 | 0  |      |     | 3,2    | 0      | 36,7     |

## Resultados Oficiais
Os resultados nos diferentes órgãos do poder local no Concelho de Vila Nova de Gaia foram os seguintes:

### Câmara Municipal e Vereadores
| Partido                 | Partido                            | Votos   | %               | +/-   | Vereadores | +/-     |
| ----------------------- | ---------------------------------- | ------- | --------------- | ----- | ---------- | ------- |
|                         | Partido Socialista                 | 53 146  | 38,15 / 100,00  | 12,83 | 5 / 11     | 2       |
|                         | PSD-CDS                            | 27 813  | 19,97 / 100,00  | 42,01 | 3 / 11     | 5       |
|                         | Guilherme Aguiar - Juntos Por Gaia | 27 494  | 19,74 / 100,00  | Novo  | 3 / 11     | Novo    |
|                         | Coligação Democrática Unitária     | 8 876   | 6,37 / 100,00   | 0,07  | 0 / 11     | Estável |
|                         | Bloco de Esquerda                  | 4 266   | 3,06 / 100,00   | 0,18  | 0 / 11     | Estável |
|                         | Movimento de Cidadãos por Gaia     | 2 303   | 1,65 / 100,00   | Novo  | 0 / 11     | Novo    |
|                         | PCTP/MRPP                          | 2 087   | 1,50 / 100,00   | -     | 0 / 11     | -       |
|                         | Partido Trabalhista Português      | 1 173   | 0,84 / 100,00   | -     | 0 / 11     | -       |
| Votos Inválidos         | Votos Inválidos                    | 12 142  | 8,72 / 100,00   | 6,22  |            |         |
| Total                   | Total                              | 139 300 | 100,00 / 100,00 |       | 11 / 11    |         |
| Eleitorado/Participação | Eleitorado/Participação            | 261 037 | 53,36 / 100,00  | 6,35  |            |         |

### Assembleia Municipal
| Partido                 | Partido                               | Votos   | %               | +/-   | Deputados | +/-  |
| ----------------------- | ------------------------------------- | ------- | --------------- | ----- | --------- | ---- |
|                         | Partido Socialista                    | 51 310  | 36,82 / 100,00  | 5,98  | 15 / 33   | 4    |
|                         | PSD-CDS                               | 30 268  | 21,72 / 100,00  | 30,74 | 8 / 33    | 10   |
|                         | Guilherme Aguiar - Juntos Por Gaia    | 21 253  | 15,25 / 100,00  | Novo  | 6 / 33    | Novo |
|                         | Coligação Democrática Unitária        | 10 542  | 7,57 / 100,00   | 0,26  | 3 / 33    | 1    |
|                         | Bloco de Esquerda                     | 5 469   | 3,93 / 100,00   | 1,69  | 1 / 33    | 1    |
|                         | Partido pelos Animais e pela Natureza | 2 998   | 2,15 / 100,00   | Novo  | 0 / 33    | Novo |
|                         | Movimento de Cidadãos por Gaia        | 2 547   | 1,83 / 100,00   | Novo  | 0 / 33    | Novo |
|                         | PCTP/MRPP                             | 2 135   | 1,53 / 100,00   | -     | 0 / 33    | -    |
| Votos Inválidos         | Votos Inválidos                       | 12 814  | 9,20 / 100,00   | 6,21  |           |      |
| Total                   | Total                                 | 139 336 | 100,00 / 100,00 |       | 33 / 33   |      |
| Eleitorado/Participação | Eleitorado/Participação               | 261 037 | 53,38 / 100,00  | 6,26  |           |      |

### Assembleias de Freguesia
| Partido                 | Partido                        | Votos   | %               | +/-   | Presidentes | Mandatos  | +/- |
| ----------------------- | ------------------------------ | ------- | --------------- | ----- | ----------- | --------- | --- |
|                         | Partido Socialista             | 58 125  | 41,68 / 100,00  | 7,84  | 12 / 15     | 107 / 215 | 8   |
|                         | PSD-CDS                        | 41 862  | 30,02 / 100,00  | 16,32 | 2 / 15      | 77 / 215  | 82  |
|                         | Coligação Democrática Unitária | 12 977  | 9,31 / 100,00   | 2,11  | 0 / 15      | 18 / 215  | 7   |
|                         | Grupo de Cidadãos              | 7 007   | 5,02 / 100,00   | 0,78  | 1 / 15      | 10 / 215  | 13  |
|                         | Bloco de Esquerda              | 4 714   | 3,38 / 100,00   | 0,07  | 0 / 15      | 3 / 215   | 1   |
|                         | PCTP/MRPP                      | 685     | 0,49 / 100,00   | -     | 0 / 15      | 0 / 215   | -   |
|                         | Partido Trabalhista Português  | 202     | 0,14 / 100,00   | -     | 0 / 15      | 0 / 215   | -   |
| Votos Inválidos         | Votos Inválidos                | 13 873  | 9,94 / 100,00   | 6,63  |             |           |     |
| Total                   | Total                          | 139 445 | 100,00 / 100,00 |       | 15 / 15     | 215 / 215 | 97  |
| Eleitorado/Participação | Eleitorado/Participação        | 261 037 | 53,42 / 100,00  | 6,29  |             |           |     |

## Resultados por Freguesia

### Câmara Municipal
| Freguesia                            | %     | %        | %     | %     | %    | %    | %    | %    | Votantes |
| Freguesia                            | PS    | PSD- CDS | JPG   | CDU   | BE   | MCG  | PCTP | PTP  | Votantes |
| ------------------------------------ | ----- | -------- | ----- | ----- | ---- | ---- | ---- | ---- | -------- |
| Arcozelo                             | 28,92 | 19,75    | 30,41 | 5,59  | 2,55 | 1,33 | 1,19 | 0,82 | 6 548    |
| Avintes                              | 48,24 | 16,18    | 12,94 | 10,07 | 1,72 | 0,97 | 2,18 | 0,59 | 5 470    |
| Canelas                              | 45,41 | 17,54    | 20,23 | 4,18  | 2,28 | 1,39 | 1,03 | 1,00 | 6 190    |
| Canidelo                             | 36,51 | 16,64    | 20,58 | 7,96  | 4,64 | 1,68 | 1,41 | 0,69 | 11 091   |
| Grijó e Sermonde                     | 36,47 | 26,40    | 18,76 | 4,33  | 2,08 | 0,85 | 1,90 | 1,17 | 6 092    |
| Gulpilhares e Valadares              | 31,37 | 16,21    | 24,95 | 7,64  | 3,68 | 2,99 | 1,78 | 0,92 | 9 191    |
| Madalena                             | 30,72 | 24,79    | 21,55 | 6,30  | 3,12 | 1,42 | 1,63 | 0,49 | 4 711    |
| Mafamude e Vilar do Paraíso          | 33,63 | 19,85    | 21,55 | 7,10  | 3,85 | 2,51 | 1,62 | 0,77 | 26 997   |
| Oliveira do Douro                    | 51,66 | 13,37    | 14,93 | 6,85  | 3,06 | 1,42 | 1,42 | 0,67 | 10 089   |
| Pedroso e Seixezelo                  | 39,32 | 23,96    | 17,42 | 4,54  | 2,12 | 1,30 | 1,33 | 1,22 | 9 229    |
| Sandim, Olival, Lever e Crestuma     | 40,18 | 30,34    | 14,44 | 2,41  | 1,20 | 0,73 | 0,99 | 0,96 | 10 007   |
| Santa Marinha e São Pedro da Afurada | 36,49 | 18,36    | 21,18 | 8,10  | 4,03 | 1,56 | 1,24 | 0,67 | 14 132   |
| São Félix da Marinha                 | 37,64 | 24,75    | 18,10 | 5,24  | 2,21 | 1,31 | 1,34 | 0,99 | 5 972    |
| Serzedo e Perosinho                  | 41,90 | 20,20    | 19,02 | 4,53  | 1,91 | 0,92 | 1,33 | 0,93 | 6 530    |
| Vilar de Andorinho                   | 44,23 | 15,47    | 15,83 | 7,53  | 3,49 | 1,77 | 2,38 | 1,02 | 7 051    |
| Vila Nova de Gaia                    | 38,15 | 19,97    | 19,74 | 6,37  | 3,06 | 1,65 | 1,50 | 0,84 | 139 300  |

#### Arcozelo
| Partido                 | Partido                            | Votos  | %               | +/-   |
| ----------------------- | ---------------------------------- | ------ | --------------- | ----- |
|                         | Guilherme Aguiar - Juntos Por Gaia | 1 991  | 30,41 / 100,00  | Novo  |
|                         | Partido Socialista                 | 1 894  | 28,92 / 100,00  | 8,66  |
|                         | PSD-CDS                            | 1 293  | 19,75 / 100,00  | 48,21 |
|                         | Coligação Democrática Unitária     | 366    | 5,59 / 100,00   | 0,18  |
|                         | Bloco de Esquerda                  | 167    | 2,55 / 100,00   | 0,74  |
|                         | Movimento de Cidadãos por Gaia     | 87     | 1,33 / 100,00   | Novo  |
|                         | PCTP/MRPP                          | 78     | 1,19 / 100,00   | -     |
|                         | Partido Trabalhista Português      | 54     | 0,82 / 100,00   | -     |
| Votos Inválidos         | Votos Inválidos                    | 618    | 9,44 / 100,00   | 7,03  |
| Total                   | Total                              | 6 548  | 100,00 / 100,00 |       |
| Eleitorado/Participação | Eleitorado/Participação            | 12 493 | 52,41 / 100,00  | 8,73  |

#### Avintes
| Partido                 | Partido                            | Votos  | %               | +/-   |
| ----------------------- | ---------------------------------- | ------ | --------------- | ----- |
|                         | Partido Socialista                 | 2 639  | 48,24 / 100,00  | 18,39 |
|                         | PSD-CDS                            | 885    | 16,18 / 100,00  | 39,38 |
|                         | Guilherme Aguiar - Juntos Por Gaia | 708    | 12,94 / 100,00  | Novo  |
|                         | Coligação Democrática Unitária     | 551    | 10,07 / 100,00  | 0,69  |
|                         | PCTP/MRPP                          | 119    | 2,18 / 100,00   | -     |
|                         | Bloco de Esquerda                  | 94     | 1,72 / 100,00   | 0,81  |
|                         | Movimento de Cidadãos por Gaia     | 53     | 0,97 / 100,00   | Novo  |
|                         | Partido Trabalhista Português      | 32     | 0,59 / 100,00   | -     |
| Votos Inválidos         | Votos Inválidos                    | 389    | 7,11 / 100,00   | 4,81  |
| Total                   | Total                              | 5 470  | 100,00 / 100,00 |       |
| Eleitorado/Participação | Eleitorado/Participação            | 10 031 | 54,53 / 100,00  | 9,09  |

#### Canelas
| Partido                 | Partido                            | Votos  | %               | +/-   |
| ----------------------- | ---------------------------------- | ------ | --------------- | ----- |
|                         | Partido Socialista                 | 2 811  | 45,41 / 100,00  | 17,24 |
|                         | Guilherme Aguiar - Juntos Por Gaia | 1 252  | 20,23 / 100,00  | Novo  |
|                         | PSD-CDS                            | 1 086  | 17,54 / 100,00  | 42,97 |
|                         | Coligação Democrática Unitária     | 259    | 4,18 / 100,00   | 0,77  |
|                         | Bloco de Esquerda                  | 141    | 2,28 / 100,00   | 0,82  |
|                         | Movimento de Cidadãos por Gaia     | 86     | 1,39 / 100,00   | Novo  |
|                         | PCTP/MRPP                          | 64     | 1,03 / 100,00   | -     |
|                         | Partido Trabalhista Português      | 62     | 1,00 / 100,00   | -     |
| Votos Inválidos         | Votos Inválidos                    | 429    | 6,93 / 100,00   | 4,25  |
| Total                   | Total                              | 6 190  | 100,00 / 100,00 |       |
| Eleitorado/Participação | Eleitorado/Participação            | 11 233 | 55,11 / 100,00  | 5,33  |

#### Canidelo
| Partido                 | Partido                            | Votos  | %               | +/-   |
| ----------------------- | ---------------------------------- | ------ | --------------- | ----- |
|                         | Partido Socialista                 | 4 049  | 36,51 / 100,00  | 15,03 |
|                         | Guilherme Aguiar - Juntos Por Gaia | 2 283  | 20,58 / 100,00  | Novo  |
|                         | PSD-CDS                            | 1 845  | 16,64 / 100,00  | 48,38 |
|                         | Coligação Democrática Unitária     | 883    | 7,96 / 100,00   | 1,45  |
|                         | Bloco de Esquerda                  | 515    | 4,64 / 100,00   | 0,53  |
|                         | Movimento de Cidadãos por Gaia     | 186    | 1,68 / 100,00   | Novo  |
|                         | PCTP/MRPP                          | 156    | 1,41 / 100,00   | -     |
|                         | Partido Trabalhista Português      | 76     | 0,69 / 100,00   | -     |
| Votos Inválidos         | Votos Inválidos                    | 1 098  | 9,90 / 100,00   | 7,47  |
| Total                   | Total                              | 11 091 | 100,00 / 100,00 |       |
| Eleitorado/Participação | Eleitorado/Participação            | 23 387 | 47,42 / 100,00  | 9,69  |

#### Grijó e Sermonde
| Partido                 | Partido                            | Votos  | %               | +/-   |
| ----------------------- | ---------------------------------- | ------ | --------------- | ----- |
|                         | Partido Socialista                 | 2 222  | 36,47 / 100,00  | 7,83  |
|                         | PSD-CDS                            | 1 608  | 26,40 / 100,00  | 30,28 |
|                         | Guilherme Aguiar - Juntos Por Gaia | 1 143  | 18,76 / 100,00  | Novo  |
|                         | Coligação Democrática Unitária     | 264    | 4,33 / 100,00   | 1,35  |
|                         | Bloco de Esquerda                  | 127    | 2,08 / 100,00   | 0,78  |
|                         | PCTP/MRPP                          | 116    | 1,90 / 100,00   | -     |
|                         | Partido Trabalhista Português      | 71     | 1,17 / 100,00   | -     |
|                         | Movimento de Cidadãos por Gaia     | 52     | 0,85 / 100,00   | Novo  |
| Votos Inválidos         | Votos Inválidos                    | 489    | 8,02 / 100,00   | 4,61  |
| Total                   | Total                              | 6 092  | 100,00 / 100,00 |       |
| Eleitorado/Participação | Eleitorado/Participação            | 10 194 | 59,76 / 100,00  | 9,75  |

#### Gulpilhares e Valadares
| Partido                 | Partido                            | Votos  | %               | +/-   |
| ----------------------- | ---------------------------------- | ------ | --------------- | ----- |
|                         | Partido Socialista                 | 2 883  | 31,37 / 100,00  | 8,72  |
|                         | Guilherme Aguiar - Juntos Por Gaia | 2 293  | 24,95 / 100,00  | Novo  |
|                         | PSD-CDS                            | 1 490  | 16,21 / 100,00  | 46,70 |
|                         | Coligação Democrática Unitária     | 702    | 7,64 / 100,00   | 0,34  |
|                         | Bloco de Esquerda                  | 338    | 3,68 / 100,00   | 0,13  |
|                         | Movimento de Cidadãos por Gaia     | 275    | 2,99 / 100,00   | Novo  |
|                         | PCTP/MRPP                          | 164    | 1,78 / 100,00   | -     |
|                         | Partido Trabalhista Português      | 85     | 0,92 / 100,00   | -     |
| Votos Inválidos         | Votos Inválidos                    | 961    | 10,46 / 100,00  | 7,65  |
| Total                   | Total                              | 9 191  | 100,00 / 100,00 |       |
| Eleitorado/Participação | Eleitorado/Participação            | 18 710 | 49,12 / 100,00  | 10,44 |

#### Madalena
| Partido                 | Partido                            | Votos | %               | +/-   |
| ----------------------- | ---------------------------------- | ----- | --------------- | ----- |
|                         | Partido Socialista                 | 1 447 | 30,72 / 100,00  | 1,61  |
|                         | PSD-CDS                            | 1 168 | 24,79 / 100,00  | 34,84 |
|                         | Guilherme Aguiar - Juntos Por Gaia | 1 015 | 21,55 / 100,00  | Novo  |
|                         | Coligação Democrática Unitária     | 297   | 6,30 / 100,00   | 1,09  |
|                         | Bloco de Esquerda                  | 147   | 3,12 / 100,00   | 0,20  |
|                         | PCTP/MRPP                          | 77    | 1,63 / 100,00   | -     |
|                         | Movimento de Cidadãos por Gaia     | 67    | 1,42 / 100,00   | Novo  |
|                         | Partido Trabalhista Português      | 23    | 0,49 / 100,00   | -     |
| Votos Inválidos         | Votos Inválidos                    | 470   | 9,98 / 100,00   | 7,47  |
| Total                   | Total                              | 4 711 | 100,00 / 100,00 |       |
| Eleitorado/Participação | Eleitorado/Participação            | 8 713 | 54,07 / 100,00  | 8,11  |

#### Mafamude e Vilar do Paraíso
| Partido                 | Partido                            | Votos  | %               | +/-   |
| ----------------------- | ---------------------------------- | ------ | --------------- | ----- |
|                         | Partido Socialista                 | 9 079  | 33,63 / 100,00  | 14,44 |
|                         | Guilherme Aguiar - Juntos Por Gaia | 5 818  | 21,55 / 100,00  | Novo  |
|                         | PSD-CDS                            | 5 360  | 19,85 / 100,00  | 46,85 |
|                         | Coligação Democrática Unitária     | 1 918  | 7,10 / 100,00   | 0,30  |
|                         | Bloco de Esquerda                  | 1 040  | 3,85 / 100,00   | 0,06  |
|                         | Movimento de Cidadãos por Gaia     | 678    | 2,51 / 100,00   | Novo  |
|                         | PCTP/MRPP                          | 438    | 1,62 / 100,00   | -     |
|                         | Partido Trabalhista Português      | 207    | 0,77 / 100,00   | -     |
| Votos Inválidos         | Votos Inválidos                    | 2 459  | 9,11 / 100,00   | 6,92  |
| Total                   | Total                              | 26 997 | 100,00 / 100,00 |       |
| Eleitorado/Participação | Eleitorado/Participação            | 45 658 | 59,13 / 100,00  | 3,75  |

#### Oliveira do Douro
| Partido                 | Partido                            | Votos  | %               | +/-   |
| ----------------------- | ---------------------------------- | ------ | --------------- | ----- |
|                         | Partido Socialista                 | 5 212  | 51,66 / 100,00  | 22,52 |
|                         | Guilherme Aguiar - Juntos Por Gaia | 1 506  | 14,93 / 100,00  | Novo  |
|                         | PSD-CDS                            | 1 349  | 13,37 / 100,00  | 43,00 |
|                         | Coligação Democrática Unitária     | 691    | 6,85 / 100,00   | 0,74  |
|                         | Bloco de Esquerda                  | 309    | 3,06 / 100,00   | 0,21  |
|                         | Movimento de Cidadãos por Gaia     | 143    | 1,42 / 100,00   | Novo  |
|                         | PCTP/MRPP                          | 143    | 1,42 / 100,00   | -     |
|                         | Partido Trabalhista Português      | 68     | 0,67 / 100,00   | -     |
| Votos Inválidos         | Votos Inválidos                    | 668    | 6,63 / 100,00   | 4,54  |
| Total                   | Total                              | 10 089 | 100,00 / 100,00 |       |
| Eleitorado/Participação | Eleitorado/Participação            | 19 996 | 50,46 / 100,00  | 6,55  |

#### Pedroso e Seixezelo
| Partido                 | Partido                            | Votos  | %               | +/-   |
| ----------------------- | ---------------------------------- | ------ | --------------- | ----- |
|                         | Partido Socialista                 | 3 629  | 39,32 / 100,00  | 9,51  |
|                         | PSD-CDS                            | 2 211  | 23,96 / 100,00  | 35,75 |
|                         | Guilherme Aguiar - Juntos Por Gaia | 1 608  | 17,42 / 100,00  | Novo  |
|                         | Coligação Democrática Unitária     | 419    | 4,54 / 100,00   | 0,33  |
|                         | Bloco de Esquerda                  | 196    | 2,12 / 100,00   | 0,42  |
|                         | PCTP/MRPP                          | 123    | 1,33 / 100,00   | -     |
|                         | Movimento de Cidadãos por Gaia     | 120    | 1,30 / 100,00   | Novo  |
|                         | Partido Trabalhista Português      | 113    | 1,22 / 100,00   | -     |
| Votos Inválidos         | Votos Inválidos                    | 810    | 8,78 / 100,00   | 5,75  |
| Total                   | Total                              | 9 229  | 100,00 / 100,00 |       |
| Eleitorado/Participação | Eleitorado/Participação            | 17 763 | 51,96 / 100,00  | 8,74  |

#### Sandim, Olival, Lever e Crestuma
| Partido                 | Partido                            | Votos  | %               | +/-   |
| ----------------------- | ---------------------------------- | ------ | --------------- | ----- |
|                         | Partido Socialista                 | 4 021  | 40,18 / 100,00  | 6,40  |
|                         | PSD-CDS                            | 3 036  | 30,34 / 100,00  | 26,89 |
|                         | Guilherme Aguiar - Juntos Por Gaia | 1 445  | 14,44 / 100,00  | Novo  |
|                         | Coligação Democrática Unitária     | 241    | 2,41 / 100,00   | 1,64  |
|                         | Bloco de Esquerda                  | 120    | 1,20 / 100,00   | 0,49  |
|                         | PCTP/MRPP                          | 99     | 0,99 / 100,00   | -     |
|                         | Partido Trabalhista Português      | 96     | 0,96 / 100,00   | -     |
|                         | Movimento de Cidadãos por Gaia     | 73     | 0,73 / 100,00   | Novo  |
| Votos Inválidos         | Votos Inválidos                    | 876    | 8,76 / 100,00   | 6,17  |
| Total                   | Total                              | 10 007 | 100,00 / 100,00 |       |
| Eleitorado/Participação | Eleitorado/Participação            | 15 561 | 64,31 / 100,00  | 8,99  |

#### Santa Marinha e São Pedro da Afurada
| Partido                 | Partido                            | Votos  | %               | +/-   |
| ----------------------- | ---------------------------------- | ------ | --------------- | ----- |
|                         | Partido Socialista                 | 5 157  | 36,49 / 100,00  | 15,87 |
|                         | Guilherme Aguiar - Juntos Por Gaia | 2 993  | 21,18 / 100,00  | Novo  |
|                         | PSD-CDS                            | 2 594  | 18,36 / 100,00  | 47,68 |
|                         | Coligação Democrática Unitária     | 1 145  | 8,10 / 100,00   | 1,26  |
|                         | Bloco de Esquerda                  | 569    | 4,03 / 100,00   | 0,04  |
|                         | Movimento de Cidadãos por Gaia     | 220    | 1,56 / 100,00   | Novo  |
|                         | PCTP/MRPP                          | 175    | 1,24 / 100,00   | -     |
|                         | Partido Trabalhista Português      | 94     | 0,67 / 100,00   | -     |
| Votos Inválidos         | Votos Inválidos                    | 1 185  | 8,39 / 100,00   | 6,33  |
| Total                   | Total                              | 14 132 | 100,00 / 100,00 |       |
| Eleitorado/Participação | Eleitorado/Participação            | 29 747 | 47,51 / 100,00  | 7,40  |

#### São Félix da Marinha
| Partido                 | Partido                            | Votos  | %               | +/-   |
| ----------------------- | ---------------------------------- | ------ | --------------- | ----- |
|                         | Partido Socialista                 | 2 248  | 37,64 / 100,00  | 6,96  |
|                         | PSD-CDS                            | 1 478  | 24,75 / 100,00  | 33,11 |
|                         | Guilherme Aguiar - Juntos Por Gaia | 1 081  | 18,10 / 100,00  | Novo  |
|                         | Coligação Democrática Unitária     | 313    | 5,24 / 100,00   | 0,57  |
|                         | Bloco de Esquerda                  | 132    | 2,21 / 100,00   | 0,02  |
|                         | PCTP/MRPP                          | 80     | 1,34 / 100,00   | -     |
|                         | Movimento de Cidadãos por Gaia     | 78     | 1,31 / 100,00   | Novo  |
|                         | Partido Trabalhista Português      | 59     | 0,99 / 100,00   | -     |
| Votos Inválidos         | Votos Inválidos                    | 503    | 8,42 / 100,00   | 5,50  |
| Total                   | Total                              | 5 972  | 100,00 / 100,00 |       |
| Eleitorado/Participação | Eleitorado/Participação            | 10 868 | 54,95 / 100,00  | 9,77  |

#### Serzedo e Perosinho
| Partido                 | Partido                            | Votos  | %               | +/-   |
| ----------------------- | ---------------------------------- | ------ | --------------- | ----- |
|                         | Partido Socialista                 | 2 736  | 41,90 / 100,00  | 14,62 |
|                         | PSD-CDS                            | 1 319  | 20,20 / 100,00  | 41,97 |
|                         | Guilherme Aguiar - Juntos Por Gaia | 1 242  | 19,02 / 100,00  | Novo  |
|                         | Coligação Democrática Unitária     | 296    | 4,53 / 100,00   | 0,68  |
|                         | Bloco de Esquerda                  | 125    | 1,91 / 100,00   | 0,35  |
|                         | PCTP/MRPP                          | 87     | 1,33 / 100,00   | -     |
|                         | Partido Trabalhista Português      | 61     | 0,93 / 100,00   | -     |
|                         | Movimento de Cidadãos por Gaia     | 60     | 0,92 / 100,00   | Novo  |
| Votos Inválidos         | Votos Inválidos                    | 604    | 9,25 / 100,00   | 6,56  |
| Total                   | Total                              | 6 530  | 100,00 / 100,00 |       |
| Eleitorado/Participação | Eleitorado/Participação            | 12 020 | 54,33 / 100,00  | 7,80  |

#### Vilar de Andorinho
| Partido                 | Partido                            | Votos  | %               | +/-   |
| ----------------------- | ---------------------------------- | ------ | --------------- | ----- |
|                         | Partido Socialista                 | 3 119  | 44,23 / 100,00  | 17,90 |
|                         | Guilherme Aguiar - Juntos Por Gaia | 1 116  | 15,83 / 100,00  | Novo  |
|                         | PSD-CDS                            | 1 091  | 15,47 / 100,00  | 44,83 |
|                         | Coligação Democrática Unitária     | 531    | 7,53 / 100,00   | 1,14  |
|                         | Bloco de Esquerda                  | 246    | 3,49 / 100,00   | 0,26  |
|                         | PCTP/MRPP                          | 168    | 2,38 / 100,00   | -     |
|                         | Movimento de Cidadãos por Gaia     | 125    | 1,77 / 100,00   | Novo  |
|                         | Partido Trabalhista Português      | 72     | 1,02 / 100,00   | -     |
| Votos Inválidos         | Votos Inválidos                    | 583    | 8,27 / 100,00   | 5,57  |
| Total                   | Total                              | 7 051  | 100,00 / 100,00 |       |
| Eleitorado/Participação | Eleitorado/Participação            | 14 663 | 48,09 / 100,00  | 7,78  |

### Assembleia Municipal
| Freguesia                            | %     | %        | %     | %     | %    | %    | %    | %    | Votantes |
| Freguesia                            | PS    | PSD -CDS | JPG   | CDU   | BE   | PAN  | MCG  | PCTP | Votantes |
| ------------------------------------ | ----- | -------- | ----- | ----- | ---- | ---- | ---- | ---- | -------- |
| Arcozelo                             | 28,17 | 22,00    | 24,63 | 6,73  | 3,41 | 2,58 | 1,60 | 1,13 | 6 549    |
| Avintes                              | 46,50 | 17,49    | 10,06 | 11,72 | 2,28 | 1,56 | 1,01 | 2,24 | 5 450    |
| Canelas                              | 44,44 | 19,18    | 16,24 | 5,04  | 2,84 | 2,02 | 1,71 | 1,12 | 6 188    |
| Canidelo                             | 35,72 | 18,34    | 15,28 | 9,02  | 5,73 | 2,34 | 1,73 | 1,42 | 11 091   |
| Grijó e Sermonde                     | 35,85 | 28,19    | 14,65 | 5,10  | 2,44 | 2,16 | 0,93 | 1,84 | 6 097    |
| Gulpilhares e Valadares              | 29,62 | 17,51    | 20,63 | 9,26  | 4,15 | 2,83 | 3,17 | 2,05 | 9 190    |
| Madalena                             | 31,18 | 27,32    | 16,56 | 7,81  | 4,10 | 1,76 | 1,49 | 1,76 | 4 711    |
| Mafamude e Vilar do Paraíso          | 31,41 | 21,98    | 16,26 | 8,50  | 5,02 | 2,44 | 2,94 | 1,63 | 27 040   |
| Oliveira do Douro                    | 48,92 | 14,62    | 11,37 | 8,74  | 3,89 | 2,02 | 1,59 | 1,57 | 10 087   |
| Pedroso e Seixezelo                  | 37,81 | 24,65    | 14,95 | 5,23  | 2,97 | 1,82 | 1,29 | 1,60 | 9 230    |
| Sandim, Olival, Lever e Crestuma     | 39,92 | 33,04    | 10,06 | 3,02  | 1,64 | 1,33 | 0,80 | 0,88 | 10 007   |
| Santa Marinha e São Pedro da Afurada | 34,72 | 20,34    | 16,50 | 9,35  | 5,20 | 2,25 | 1,64 | 1,16 | 14 143   |
| São Félix da Marinha                 | 37,64 | 27,73    | 11,89 | 5,83  | 2,83 | 1,98 | 1,31 | 1,36 | 5 972    |
| Serzedo e Perosinho                  | 42,37 | 21,38    | 14,50 | 5,59  | 2,68 | 1,45 | 1,01 | 1,18 | 6 530    |
| Vilar de Andorinho                   | 42,59 | 15,76    | 12,76 | 8,76  | 4,54 | 2,65 | 1,99 | 2,45 | 7 051    |
| Vila Nova de Gaia                    | 36,82 | 21,72    | 15,25 | 7,57  | 3,93 | 2,15 | 1,83 | 1,53 | 139 336  |

#### Arcozelo
| Partido                 | Partido                               | Votos  | %               | +/-   |
| ----------------------- | ------------------------------------- | ------ | --------------- | ----- |
|                         | Partido Socialista                    | 1 845  | 28,17 / 100,00  | 4,78  |
|                         | Guilherme Aguiar - Juntos Por Gaia    | 1 613  | 24,63 / 100,00  | Novo  |
|                         | PSD-CDS                               | 1 441  | 22,00 / 100,00  | 39,78 |
|                         | Coligação Democrática Unitária        | 441    | 6,73 / 100,00   | 0,82  |
|                         | Bloco de Esquerda                     | 223    | 3,41 / 100,00   | 1,60  |
|                         | Partido pelos Animais e pela Natureza | 169    | 2,58 / 100,00   | Novo  |
|                         | Movimento de Cidadãos por Gaia        | 105    | 1,60 / 100,00   | Novo  |
|                         | PCTP/MRPP                             | 74     | 1,13 / 100,00   | -     |
| Votos Inválidos         | Votos Inválidos                       | 638    | 9,75 / 100,00   | 6,87  |
| Total                   | Total                                 | 6 549  | 100,00 / 100,00 |       |
| Eleitorado/Participação | Eleitorado/Participação               | 12 493 | 52,42 / 100,00  | 8,72  |

#### Avintes
| Partido                 | Partido                               | Votos  | %               | +/-   |
| ----------------------- | ------------------------------------- | ------ | --------------- | ----- |
|                         | Partido Socialista                    | 2 534  | 46,50 / 100,00  | 13,47 |
|                         | PSD-CDS                               | 953    | 17,49 / 100,00  | 31,05 |
|                         | Coligação Democrática Unitária        | 639    | 11,72 / 100,00  | 0,93  |
|                         | Guilherme Aguiar - Juntos Por Gaia    | 548    | 10,06 / 100,00  | Novo  |
|                         | Bloco de Esquerda                     | 124    | 2,28 / 100,00   | 2,04  |
|                         | PCTP/MRPP                             | 122    | 2,24 / 100,00   | -     |
|                         | Partido pelos Animais e pela Natureza | 85     | 1,56 / 100,00   | Novo  |
|                         | Movimento de Cidadãos por Gaia        | 55     | 1,01 / 100,00   | Novo  |
| Votos Inválidos         | Votos Inválidos                       | 390    | 7,16 / 100,00   | 4,35  |
| Total                   | Total                                 | 5 450  | 100,00 / 100,00 |       |
| Eleitorado/Participação | Eleitorado/Participação               | 10 031 | 54,33 / 100,00  | 9,29  |

#### Canelas
| Partido                 | Partido                               | Votos  | %               | +/-   |
| ----------------------- | ------------------------------------- | ------ | --------------- | ----- |
|                         | Partido Socialista                    | 2 750  | 44,44 / 100,00  | 10,20 |
|                         | PSD-CDS                               | 1 187  | 19,18 / 100,00  | 31,16 |
|                         | Guilherme Aguiar - Juntos Por Gaia    | 1 005  | 16,24 / 100,00  | Novo  |
|                         | Coligação Democrática Unitária        | 312    | 5,04 / 100,00   | 0,88  |
|                         | Bloco de Esquerda                     | 176    | 2,84 / 100,00   | 2,97  |
|                         | Partido pelos Animais e pela Natureza | 125    | 2,02 / 100,00   | Novo  |
|                         | Movimento de Cidadãos por Gaia        | 106    | 1,71 / 100,00   | Novo  |
|                         | PCTP/MRPP                             | 69     | 1,12 / 100,00   | -     |
| Votos Inválidos         | Votos Inválidos                       | 458    | 7,40 / 100,00   | 4,25  |
| Total                   | Total                                 | 6 188  | 100,00 / 100,00 |       |
| Eleitorado/Participação | Eleitorado/Participação               | 11 233 | 55,09 / 100,00  | 5,37  |

#### Canidelo
| Partido                 | Partido                               | Votos  | %               | +/-   |
| ----------------------- | ------------------------------------- | ------ | --------------- | ----- |
|                         | Partido Socialista                    | 3 962  | 35,72 / 100,00  | 8,42  |
|                         | PSD-CDS                               | 2 034  | 18,34 / 100,00  | 36,10 |
|                         | Guilherme Aguiar - Juntos Por Gaia    | 1 695  | 15,28 / 100,00  | Novo  |
|                         | Coligação Democrática Unitária        | 1 000  | 9,02 / 100,00   | 1,64  |
|                         | Bloco de Esquerda                     | 635    | 5,73 / 100,00   | 1,67  |
|                         | Partido pelos Animais e pela Natureza | 260    | 2,34 / 100,00   | Novo  |
|                         | Movimento de Cidadãos por Gaia        | 192    | 1,73 / 100,00   | Novo  |
|                         | PCTP/MRPP                             | 157    | 1,42 / 100,00   | -     |
| Votos Inválidos         | Votos Inválidos                       | 1 156  | 10,42 / 100,00  | 7,43  |
| Total                   | Total                                 | 11 091 | 100,00 / 100,00 |       |
| Eleitorado/Participação | Eleitorado/Participação               | 23 387 | 47,42 / 100,00  | 9,69  |

#### Grijó e Sermonde
| Partido                 | Partido                               | Votos  | %               | +/-   |
| ----------------------- | ------------------------------------- | ------ | --------------- | ----- |
|                         | Partido Socialista                    | 2 186  | 35,85 / 100,00  | 4,94  |
|                         | PSD-CDS                               | 1 719  | 28,19 / 100,00  | 23,95 |
|                         | Guilherme Aguiar - Juntos Por Gaia    | 893    | 14,65 / 100,00  | Novo  |
|                         | Coligação Democrática Unitária        | 311    | 5,10 / 100,00   | 2,20  |
|                         | Bloco de Esquerda                     | 149    | 2,44 / 100,00   | 2,21  |
|                         | Partido pelos Animais e pela Natureza | 132    | 2,16 / 100,00   | Novo  |
|                         | PCTP/MRPP                             | 112    | 1,84 / 100,00   | -     |
|                         | Movimento de Cidadãos por Gaia        | 57     | 0,93 / 100,00   | Novo  |
| Votos Inválidos         | Votos Inválidos                       | 538    | 8,82 / 100,00   | 4,94  |
| Total                   | Total                                 | 6 097  | 100,00 / 100,00 |       |
| Eleitorado/Participação | Eleitorado/Participação               | 10 194 | 53,38 / 100,00  | Baixa |

#### Gulpilhares e Valadares
| Partido                 | Partido                               | Votos  | %               | +/-   |
| ----------------------- | ------------------------------------- | ------ | --------------- | ----- |
|                         | Partido Socialista                    | 2 722  | 29,62 / 100,00  | 0,34  |
|                         | Guilherme Aguiar - Juntos Por Gaia    | 1 896  | 20,63 / 100,00  | Novo  |
|                         | PSD-CDS                               | 1 609  | 17,51 / 100,00  | 33,36 |
|                         | Coligação Democrática Unitária        | 851    | 9,26 / 100,00   | 0,38  |
|                         | Bloco de Esquerda                     | 381    | 4,15 / 100,00   | 1,76  |
|                         | Movimento de Cidadãos por Gaia        | 291    | 3,17 / 100,00   | Novo  |
|                         | Partido pelos Animais e pela Natureza | 260    | 2,83 / 100,00   | Novo  |
|                         | PCTP/MRPP                             | 188    | 2,05 / 100,00   | -     |
| Votos Inválidos         | Votos Inválidos                       | 992    | 10,80 / 100,00  | 7,43  |
| Total                   | Total                                 | 9 190  | 100,00 / 100,00 |       |
| Eleitorado/Participação | Eleitorado/Participação               | 18 710 | 49,12 / 100,00  | 10,47 |

#### Madalena
| Partido                 | Partido                               | Votos | %               | +/-   |
| ----------------------- | ------------------------------------- | ----- | --------------- | ----- |
|                         | Partido Socialista                    | 1 469 | 31,18 / 100,00  | 4,30  |
|                         | PSD-CDS                               | 1 287 | 27,32 / 100,00  | 22,04 |
|                         | Guilherme Aguiar - Juntos Por Gaia    | 780   | 16,56 / 100,00  | Novo  |
|                         | Coligação Democrática Unitária        | 368   | 7,81 / 100,00   | 1,35  |
|                         | Bloco de Esquerda                     | 193   | 4,10 / 100,00   | 1,11  |
|                         | Partido pelos Animais e pela Natureza | 83    | 1,76 / 100,00   | Novo  |
|                         | PCTP/MRPP                             | 83    | 1,76 / 100,00   | -     |
|                         | Movimento de Cidadãos por Gaia        | 70    | 1,49 / 100,00   | Novo  |
| Votos Inválidos         | Votos Inválidos                       | 378   | 8,03 / 100,00   | 5,07  |
| Total                   | Total                                 | 4 711 | 100,00 / 100,00 |       |
| Eleitorado/Participação | Eleitorado/Participação               | 8 713 | 54,07 / 100,00  | 8,11  |

#### Mafamude e Vilar do Paraíso
| Partido                 | Partido                               | Votos  | %               | +/-   |
| ----------------------- | ------------------------------------- | ------ | --------------- | ----- |
|                         | Partido Socialista                    | 8 493  | 31,41 / 100,00  | 4,69  |
|                         | PSD-CDS                               | 5 943  | 21,98 / 100,00  | 33,14 |
|                         | Guilherme Aguiar - Juntos Por Gaia    | 4 398  | 16,26 / 100,00  | Novo  |
|                         | Coligação Democrática Unitária        | 2 299  | 8,50 / 100,00   | 1,07  |
|                         | Bloco de Esquerda                     | 1 358  | 5,02 / 100,00   | 1,86  |
|                         | Movimento de Cidadãos por Gaia        | 796    | 2,94 / 100,00   | Novo  |
|                         | Partido pelos Animais e pela Natureza | 661    | 2,44 / 100,00   | Novo  |
|                         | PCTP/MRPP                             | 441    | 1,63 / 100,00   | -     |
| Votos Inválidos         | Votos Inválidos                       | 2 651  | 9,81 / 100,00   | 7,15  |
| Total                   | Total                                 | 27 040 | 100,00 / 100,00 |       |
| Eleitorado/Participação | Eleitorado/Participação               | 45 658 | 59,22 / 100,00  | 3,84  |

#### Oliveira do Douro
| Partido                 | Partido                               | Votos  | %               | +/-   |
| ----------------------- | ------------------------------------- | ------ | --------------- | ----- |
|                         | Partido Socialista                    | 4 935  | 48,92 / 100,00  | 11,25 |
|                         | PSD-CDS                               | 1 475  | 14,62 / 100,00  | 28,64 |
|                         | Guilherme Aguiar - Juntos Por Gaia    | 1 147  | 11,37 / 100,00  | Novo  |
|                         | Coligação Democrática Unitária        | 882    | 8,74 / 100,00   | 0,68  |
|                         | Bloco de Esquerda                     | 392    | 3,89 / 100,00   | 2,11  |
|                         | Partido pelos Animais e pela Natureza | 204    | 2,02 / 100,00   | Novo  |
|                         | Movimento de Cidadãos por Gaia        | 160    | 1,59 / 100,00   | Novo  |
|                         | PCTP/MRPP                             | 158    | 1,57 / 100,00   | -     |
| Votos Inválidos         | Votos Inválidos                       | 734    | 7,28 / 100,00   | 4,51  |
| Total                   | Total                                 | 10 087 | 100,00 / 100,00 |       |
| Eleitorado/Participação | Eleitorado/Participação               | 19 996 | 50,45 / 100,00  | 6,56  |

#### Pedroso e Seixezelo
| Partido                 | Partido                               | Votos  | %               | +/-   |
| ----------------------- | ------------------------------------- | ------ | --------------- | ----- |
|                         | Partido Socialista                    | 3 490  | 37,81 / 100,00  | 4,24  |
|                         | PSD-CDS                               | 2 275  | 24,65 / 100,00  | 28,10 |
|                         | Guilherme Aguiar - Juntos Por Gaia    | 1 380  | 14,95 / 100,00  | Novo  |
|                         | Coligação Democrática Unitária        | 483    | 5,23 / 100,00   | 0,02  |
|                         | Bloco de Esquerda                     | 274    | 2,97 / 100,00   | 1,42  |
|                         | Partido pelos Animais e pela Natureza | 168    | 1,82 / 100,00   | Novo  |
|                         | PCTP/MRPP                             | 148    | 1,60 / 100,00   | -     |
|                         | Movimento de Cidadãos por Gaia        | 119    | 1,29 / 100,00   | Novo  |
| Votos Inválidos         | Votos Inválidos                       | 893    | 9,68 / 100,00   | 6,21  |
| Total                   | Total                                 | 9 230  | 100,00 / 100,00 |       |
| Eleitorado/Participação | Eleitorado/Participação               | 17 763 | 51,96 / 100,00  | 8,74  |

#### Sandim, Olival, Lever e Crestuma
| Partido                 | Partido                               | Votos  | %               | +/-   |
| ----------------------- | ------------------------------------- | ------ | --------------- | ----- |
|                         | Partido Socialista                    | 3 995  | 39,92 / 100,00  | 3,83  |
|                         | PSD-CDS                               | 3 306  | 33,04 / 100,00  | 19,87 |
|                         | Guilherme Aguiar - Juntos Por Gaia    | 1 007  | 10,06 / 100,00  | Novo  |
|                         | Coligação Democrática Unitária        | 302    | 3,02 / 100,00   | 1,50  |
|                         | Bloco de Esquerda                     | 164    | 1,64 / 100,00   | 1,25  |
|                         | Partido pelos Animais e pela Natureza | 133    | 1,33 / 100,00   | Novo  |
|                         | PCTP/MRPP                             | 88     | 0,88 / 100,00   | -     |
|                         | Movimento de Cidadãos por Gaia        | 80     | 0,80 / 100,00   | Novo  |
| Votos Inválidos         | Votos Inválidos                       | 932    | 9,32 / 100,00   | 6,32  |
| Total                   | Total                                 | 10 007 | 100,00 / 100,00 |       |
| Eleitorado/Participação | Eleitorado/Participação               | 15 561 | 64,31 / 100,00  | 8,99  |

#### Santa Marinha e São Pedro da Afurada
| Partido                 | Partido                               | Votos  | %               | +/-   |
| ----------------------- | ------------------------------------- | ------ | --------------- | ----- |
|                         | Partido Socialista                    | 4 911  | 34,72 / 100,00  | 9,08  |
|                         | PSD-CDS                               | 2 876  | 20,34 / 100,00  | 36,04 |
|                         | Guilherme Aguiar - Juntos Por Gaia    | 2 334  | 16,50 / 100,00  | Novo  |
|                         | Coligação Democrática Unitária        | 1 323  | 9,35 / 100,00   | 0,89  |
|                         | Bloco de Esquerda                     | 736    | 5,20 / 100,00   | 1,58  |
|                         | Partido pelos Animais e pela Natureza | 318    | 2,25 / 100,00   | Novo  |
|                         | Movimento de Cidadãos por Gaia        | 232    | 1,64 / 100,00   | Novo  |
|                         | PCTP/MRPP                             | 164    | 1,16 / 100,00   | -     |
| Votos Inválidos         | Votos Inválidos                       | 1 249  | 8,84 / 100,00   | 6,53  |
| Total                   | Total                                 | 14 143 | 100,00 / 100,00 |       |
| Eleitorado/Participação | Eleitorado/Participação               | 29 747 | 47,54 / 100,00  | 7,43  |

#### São Félix da Marinha
| Partido                 | Partido                               | Votos  | %               | +/-   |
| ----------------------- | ------------------------------------- | ------ | --------------- | ----- |
|                         | Partido Socialista                    | 2 248  | 37,64 / 100,00  | 3,01  |
|                         | PSD-CDS                               | 1 656  | 27,73 / 100,00  | 23,34 |
|                         | Guilherme Aguiar - Juntos Por Gaia    | 710    | 11,89 / 100,00  | Novo  |
|                         | Coligação Democrática Unitária        | 348    | 5,83 / 100,00   | 1,00  |
|                         | Bloco de Esquerda                     | 169    | 2,83 / 100,00   | 0,92  |
|                         | Partido pelos Animais e pela Natureza | 118    | 1,98 / 100,00   | Novo  |
|                         | PCTP/MRPP                             | 81     | 1,36 / 100,00   | -     |
|                         | Movimento de Cidadãos por Gaia        | 78     | 1,31 / 100,00   | Novo  |
| Votos Inválidos         | Votos Inválidos                       | 564    | 9,44 / 100,00   | 6,24  |
| Total                   | Total                                 | 5 972  | 100,00 / 100,00 |       |
| Eleitorado/Participação | Eleitorado/Participação               | 10 868 | 54,95 / 100,00  | 9,77  |

#### Serzedo e Perosinho
| Partido                 | Partido                               | Votos  | %               | +/-   |
| ----------------------- | ------------------------------------- | ------ | --------------- | ----- |
|                         | Partido Socialista                    | 2 767  | 42,37 / 100,00  | 11,17 |
|                         | PSD-CDS                               | 1 396  | 21,38 / 100,00  | 33,76 |
|                         | Guilherme Aguiar - Juntos Por Gaia    | 947    | 14,50 / 100,00  | Novo  |
|                         | Coligação Democrática Unitária        | 365    | 5,59 / 100,00   | 0,47  |
|                         | Bloco de Esquerda                     | 175    | 2,68 / 100,00   | 1,06  |
|                         | Partido pelos Animais e pela Natureza | 95     | 1,45 / 100,00   | Novo  |
|                         | PCTP/MRPP                             | 77     | 1,18 / 100,00   | -     |
|                         | Movimento de Cidadãos por Gaia        | 66     | 1,01 / 100,00   | Novo  |
| Votos Inválidos         | Votos Inválidos                       | 642    | 9,83 / 100,00   | 6,36  |
| Total                   | Total                                 | 6 530  | 100,00 / 100,00 |       |
| Eleitorado/Participação | Eleitorado/Participação               | 12 020 | 54,33 / 100,00  | 7,79  |

#### Vilar de Andorinho
| Partido                 | Partido                               | Votos  | %               | +/-   |
| ----------------------- | ------------------------------------- | ------ | --------------- | ----- |
|                         | Partido Socialista                    | 3 003  | 42,59 / 100,00  | 6,56  |
|                         | PSD-CDS                               | 1 111  | 15,76 / 100,00  | 29,23 |
|                         | Guilherme Aguiar - Juntos Por Gaia    | 900    | 12,76 / 100,00  | Novo  |
|                         | Coligação Democrática Unitária        | 618    | 8,76 / 100,00   | 0,81  |
|                         | Bloco de Esquerda                     | 320    | 4,54 / 100,00   | 2,44  |
|                         | Partido pelos Animais e pela Natureza | 187    | 2,65 / 100,00   | Novo  |
|                         | PCTP/MRPP                             | 173    | 2,45 / 100,00   | -     |
|                         | Movimento de Cidadãos por Gaia        | 140    | 1,99 / 100,00   | Novo  |
| Votos Inválidos         | Votos Inválidos                       | 599    | 8,50 / 100,00   | 5,07  |
| Total                   | Total                                 | 7 051  | 100,00 / 100,00 |       |
| Eleitorado/Participação | Eleitorado/Participação               | 14 663 | 48,09 / 100,00  | 7,78  |

### Juntas de Freguesia

#### Arcozelo
| Partido                 | Partido                        | Votos  | %               | +/-   | Mandatos | +/-     |
| ----------------------- | ------------------------------ | ------ | --------------- | ----- | -------- | ------- |
|                         | PSD-CDS                        | 2 746  | 41,93 / 100,00  | 15,58 | 7 / 13   | 1       |
|                         | Partido Socialista             | 2 293  | 35,01 / 100,00  | 13,95 | 5 / 13   | 2       |
|                         | Coligação Democrática Unitária | 732    | 11,18 / 100,00  | 4,06  | 1 / 13   | Estável |
| Votos Inválidos         | Votos Inválidos                | 778    | 11,88 / 100,00  | 8,45  |          |         |
| Total                   | Total                          | 6 549  | 100,00 / 100,00 |       | 13 / 13  |         |
| Eleitorado/Participação | Eleitorado/Participação        | 12 493 | 52,42 / 100,00  | 8,72  |          |         |

#### Avintes
| Partido                 | Partido                        | Votos  | %               | +/-   | Mandatos | +/- |
| ----------------------- | ------------------------------ | ------ | --------------- | ----- | -------- | --- |
|                         | Partido Socialista             | 2 722  | 49,28 / 100,00  | 14,31 | 7 / 13   | 2   |
|                         | PSD-CDS                        | 1 398  | 25,31 / 100,00  | 25,73 | 4 / 13   | 3   |
|                         | Coligação Democrática Unitária | 946    | 17,13 / 100,00  | 5,79  | 2 / 13   | 1   |
| Votos Inválidos         | Votos Inválidos                | 457    | 8,27 / 100,00   | 5,62  |          |     |
| Total                   | Total                          | 5 523  | 100,00 / 100,00 |       | 13 / 13  |     |
| Eleitorado/Participação | Eleitorado/Participação        | 10 031 | 55,06 / 100,00  | 8,56  |          |     |

#### Canelas
| Partido                 | Partido                        | Votos  | %               | +/-   | Mandatos | +/-     |
| ----------------------- | ------------------------------ | ------ | --------------- | ----- | -------- | ------- |
|                         | Partido Socialista             | 3 513  | 56,77 / 100,00  | 17,74 | 9 / 13   | 3       |
|                         | PSD-CDS                        | 1 769  | 28,59 / 100,00  | 18,67 | 4 / 13   | 3       |
|                         | Coligação Democrática Unitária | 320    | 5,17 / 100,00   | 0,64  | 0 / 13   | Estável |
|                         | Bloco de Esquerda              | 195    | 3,15 / 100,00   | 1,56  | 0 / 13   | Estável |
| Votos Inválidos         | Votos Inválidos                | 391    | 6,32 / 100,00   | 3,12  |          |         |
| Total                   | Total                          | 6 188  | 100,00 / 100,00 |       | 13 / 13  |         |
| Eleitorado/Participação | Eleitorado/Participação        | 11 233 | 55,09 / 100,00  | 5,37  |          |         |

#### Canidelo
| Partido                 | Partido                        | Votos  | %               | +/-   | Mandatos | +/-     |
| ----------------------- | ------------------------------ | ------ | --------------- | ----- | -------- | ------- |
|                         | Partido Socialista             | 4 320  | 38,95 / 100,00  | 12,60 | 9 / 19   | 4       |
|                         | PSD-CDS                        | 3 392  | 30,58 / 100,00  | 25,53 | 7 / 19   | 5       |
|                         | Coligação Democrática Unitária | 1 197  | 10,79 / 100,00  | 3,32  | 2 / 19   | 1       |
|                         | Bloco de Esquerda              | 914    | 8,24 / 100,00   | 1,32  | 1 / 19   | Estável |
| Votos Inválidos         | Votos Inválidos                | 1 268  | 11,43 / 100,00  | 8,28  |          |         |
| Total                   | Total                          | 11 091 | 100,00 / 100,00 |       | 19 / 19  |         |
| Eleitorado/Participação | Eleitorado/Participação        | 23 387 | 47,42 / 100,00  | 9,69  |          |         |

#### Grijó e Sermonde
| Partido                 | Partido                                         | Votos  | %               | Mandatos |
| ----------------------- | ----------------------------------------------- | ------ | --------------- | -------- |
|                         | Partido Socialista                              | 2 590  | 42,50 / 100,00  | 6 / 13   |
|                         | PSD-CDS                                         | 2 124  | 34,85 / 100,00  | 5 / 13   |
|                         | Grupo Renovador Independente por Grijó/Sermonde | 439    | 7,20 / 100,00   | 1 / 13   |
|                         | Coligação Democrática Unitária                  | 425    | 6,97 / 100,00   | 1 / 13   |
| Votos Inválidos         | Votos Inválidos                                 | 516    | 8,47 / 100,00   |          |
| Total                   | Total                                           | 6 094  | 100,00 / 100,00 | 13 / 13  |
| Eleitorado/Participação | Eleitorado/Participação                         | 10 194 | 59,78 / 100,00  |          |

#### Gulpilhares e Valadares
| Partido                 | Partido                                            | Votos  | %               | Mandatos |
| ----------------------- | -------------------------------------------------- | ------ | --------------- | -------- |
|                         | Movimento Independente por Gulpilhares e Valadares | 3 920  | 42,64 / 100,00  | 6 / 13   |
|                         | Partido Socialista                                 | 2 881  | 31,34 / 100,00  | 5 / 13   |
|                         | Coligação Democrática Unitária                     | 1 231  | 13,39 / 100,00  | 2 / 13   |
| Votos Inválidos         | Votos Inválidos                                    | 1 161  | 12,63 / 100,00  |          |
| Total                   | Total                                              | 9 193  | 100,00 / 100,00 | 13 / 13  |
| Eleitorado/Participação | Eleitorado/Participação                            | 18 710 | 49,13 / 100,00  |          |

#### Madalena
| Partido                 | Partido                        | Votos | %               | +/-   | Mandatos | +/-     |
| ----------------------- | ------------------------------ | ----- | --------------- | ----- | -------- | ------- |
|                         | PSD-CDS                        | 2 306 | 48,95 / 100,00  | 4,03  | 8 / 13   | 1       |
|                         | Partido Socialista             | 1 394 | 29,59 / 100,00  | 13,41 | 4 / 13   | 2       |
|                         | Coligação Democrática Unitária | 402   | 8,53 / 100,00   | 3,08  | 1 / 13   | 1       |
|                         | Bloco de Esquerda              | 219   | 4,65 / 100,00   | 0,81  | 0 / 13   | Estável |
| Votos Inválidos         | Votos Inválidos                | 390   | 8,28 / 100,00   | 5,48  |          |         |
| Total                   | Total                          | 4 711 | 100,00 / 100,00 |       | 13 / 13  |         |
| Eleitorado/Participação | Eleitorado/Participação        | 8 713 | 54,07 / 100,00  | 8,11  |          |         |

#### Mafamude e Vilar do Paraíso
| Partido                 | Partido                                                          | Votos  | %               | Mandatos |
| ----------------------- | ---------------------------------------------------------------- | ------ | --------------- | -------- |
|                         | Partido Socialista                                               | 9 531  | 35,25 / 100,00  | 9 / 21   |
|                         | PSD-CDS                                                          | 8 523  | 31,52 / 100,00  | 8 / 21   |
|                         | Coligação Democrática Unitária                                   | 2 258  | 8,35 / 100,00   | 2 / 21   |
|                         | Movimento Independente de Cidadãos por Mafamude/Vilar do Paraíso | 1 690  | 6,25 / 100,00   | 1 / 21   |
|                         | Bloco de Esquerda                                                | 1 483  | 5,48 / 100,00   | 1 / 21   |
|                         | PCTP/MRPP                                                        | 522    | 1,93 / 100,00   | 0 / 21   |
| Votos Inválidos         | Votos Inválidos                                                  | 3 035  | 11,22 / 100,00  |          |
| Total                   | Total                                                            | 27 042 | 100,00 / 100,00 | 21 / 21  |
| Eleitorado/Participação | Eleitorado/Participação                                          | 45 658 | 59,23 / 100,00  |          |

#### Oliveira do Douro
| Partido                 | Partido                        | Votos  | %               | +/-   | Mandatos | +/-     |
| ----------------------- | ------------------------------ | ------ | --------------- | ----- | -------- | ------- |
|                         | Partido Socialista             | 5 724  | 56,74 / 100,00  | 10,97 | 9 / 13   | 1       |
|                         | PSD-CDS                        | 1 917  | 19,00 / 100,00  | 15,20 | 3 / 13   | 4       |
|                         | Coligação Democrática Unitária | 1 089  | 10,79 / 100,00  | 2,18  | 1 / 13   | Estável |
|                         | Bloco de Esquerda              | 541    | 5,36 / 100,00   | 0,71  | 0 / 13   | 1       |
| Votos Inválidos         | Votos Inválidos                | 818    | 8,11 / 100,00   | 4,97  |          |         |
| Total                   | Total                          | 10 089 | 100,00 / 100,00 |       | 13 / 13  | 6       |
| Eleitorado/Participação | Eleitorado/Participação        | 19 996 | 50,46 / 100,00  | 6,55  |          |         |

#### Pedroso e Seixezelo
| Partido                 | Partido                        | Votos  | %               | Mandatos |
| ----------------------- | ------------------------------ | ------ | --------------- | -------- |
|                         | Partido Socialista             | 4 053  | 43,91 / 100,00  | 7 / 13   |
|                         | PSD-CDS                        | 3 363  | 36,44 / 100,00  | 5 / 13   |
|                         | Coligação Democrática Unitária | 658    | 7,13 / 100,00   | 1 / 13   |
|                         | Partido Trabalhista Português  | 202    | 2,19 / 100,00   | 0 / 13   |
| Votos Inválidos         | Votos Inválidos                | 954    | 10,34 / 100,00  |          |
| Total                   | Total                          | 9 230  | 100,00 / 100,00 | 13 / 13  |
| Eleitorado/Participação | Eleitorado/Participação        | 17 763 | 51,96 / 100,00  |          |

#### Sandim, Olival, Lever e Crestuma
| Partido                 | Partido                        | Votos  | %               | Mandatos |
| ----------------------- | ------------------------------ | ------ | --------------- | -------- |
|                         | Partido Socialista             | 4 402  | 43,99 / 100,00  | 7 / 13   |
|                         | PSD-CDS                        | 4 169  | 41,66 / 100,00  | 6 / 13   |
|                         | Coligação Democrática Unitária | 500    | 5,00 / 100,00   | 0 / 13   |
| Votos Inválidos         | Votos Inválidos                | 936    | 9,36 / 100,00   |          |
| Total                   | Total                          | 10 007 | 100,00 / 100,00 | 13 / 13  |
| Eleitorado/Participação | Eleitorado/Participação        | 15 561 | 64,31 / 100,00  |          |

#### Santa Marinha e São Pedro da Afurada
| Partido                 | Partido                        | Votos  | %               | Mandatos |
| ----------------------- | ------------------------------ | ------ | --------------- | -------- |
|                         | Partido Socialista             | 5 298  | 37,38 / 100,00  | 8 / 19   |
|                         | PSD-CDS                        | 4 934  | 34,81 / 100,00  | 8 / 19   |
|                         | Coligação Democrática Unitária | 1 528  | 10,78 / 100,00  | 2 / 19   |
|                         | Bloco de Esquerda              | 1 068  | 7,54 / 100,00   | 1 / 19   |
| Votos Inválidos         | Votos Inválidos                | 1 345  | 9,49 / 100,00   |          |
| Total                   | Total                          | 14 173 | 100,00 / 100,00 | 19 / 19  |
| Eleitorado/Participação | Eleitorado/Participação        | 29 747 | 47,65 / 100,00  |          |

#### São Félix da Marinha
| Partido                 | Partido                        | Votos  | %               | +/-   | Mandatos | +/-     |
| ----------------------- | ------------------------------ | ------ | --------------- | ----- | -------- | ------- |
|                         | Partido Socialista             | 2 603  | 43,59 / 100,00  | 4,82  | 7 / 13   | 2       |
|                         | PSD-CDS                        | 2 231  | 37,36 / 100,00  | 12,28 | 5 / 13   | 2       |
|                         | Coligação Democrática Unitária | 554    | 9,28 / 100,00   | 1,06  | 1 / 13   | Estável |
| Votos Inválidos         | Votos Inválidos                | 584    | 9,78 / 100,00   | 6,42  |          |         |
| Total                   | Total                          | 5 972  | 100,00 / 100,00 |       | 13 / 13  |         |
| Eleitorado/Participação | Eleitorado/Participação        | 10 868 | 54,95 / 100,00  | 9,77  |          |         |

#### Serzedo e Perosinho
| Partido                 | Partido                        | Votos  | %               | Mandatos |
| ----------------------- | ------------------------------ | ------ | --------------- | -------- |
|                         | Partido Socialista             | 3 657  | 55,99 / 100,00  | 8 / 13   |
|                         | PSD-CDS                        | 1 758  | 26,91 / 100,00  | 4 / 13   |
|                         | Coligação Democrática Unitária | 510    | 7,81 / 100,00   | 1 / 13   |
| Votos Inválidos         | Votos Inválidos                | 607    | 9,29 / 100,00   |          |
| Total                   | Total                          | 6 532  | 100,00 / 100,00 | 13 / 13  |
| Eleitorado/Participação | Eleitorado/Participação        | 12 020 | 54,34 / 100,00  |          |

#### Vilar de Andorinho
| Partido                 | Partido                         | Votos  | %               | +/-   | Mandatos | +/-     |
| ----------------------- | ------------------------------- | ------ | --------------- | ----- | -------- | ------- |
|                         | Partido Socialista              | 3 144  | 44,59 / 100,00  | 5,21  | 7 / 13   | Estável |
|                         | PSD-CDS                         | 1 232  | 17,47 / 100,00  | 17,62 | 3 / 13   | 2       |
|                         | Vilar de Andorinho Independente | 958    | 13,59 / 100,00  | Novo  | 2 / 13   | Novo    |
|                         | Coligação Democrática Unitária  | 627    | 8,89 / 100,00   | 2,46  | 1 / 13   | Estável |
|                         | Bloco de Esquerda               | 294    | 4,17 / 100,00   | 0,92  | 0 / 13   | Estável |
|                         | PCTP/MRPP                       | 163    | 2,31 / 100,00   | -     | 0 / 13   | -       |
| Votos Inválidos         | Votos Inválidos                 | 633    | 8,98 / 100,00   | 5,39  |          |         |
| Total                   | Total                           | 7 051  | 100,00 / 100,00 |       | 13 / 13  |         |
| Eleitorado/Participação | Eleitorado/Participação         | 14 663 | 48,09 / 100,00  | 7,78  |          |         |

#### Juntas antes e depois das Eleições
| Freguesia                            | 2009-2013   | 2009-2013          | 2009-2013      | 2013-2017 | 2013-2017          | 2013-2017      |
| ------------------------------------ | ----------- | ------------------ | -------------- | --------- | ------------------ | -------------- |
| Arcozelo                             |             | PSD-CDS            | 57,51 / 100,00 |           | PSD-CDS            | 41,93 / 100,00 |
| Avintes                              |             | PSD-CDS            | 51,04 / 100,00 |           | Partido Socialista | 49,28 / 100,00 |
| Canelas                              |             | PSD-CDS            | 47,26 / 100,00 |           | Partido Socialista | 56,77 / 100,00 |
| Canidelo                             |             | PSD-CDS            | 56,11 / 100,00 |           | Partido Socialista | 38,95 / 100,00 |
| Grijó e Sermonde                     | Não Existia | Não Existia        | Não Existia    |           | Partido Socialista | 42,50 / 100,00 |
| Gulpilhares e Valadares              | Não Existia | Não Existia        | Não Existia    |           | Grupo de Cidadãos  | 42,64 / 100,00 |
| Madalena                             |             | PSD-CDS            | 44,92 / 100,00 |           | PSD-CDS            | 48,95 / 100,00 |
| Mafamude e Vilar do Paraíso          | Não Existia | Não Existia        | Não Existia    |           | Partido Socialista | 35,25 / 100,00 |
| Oliveira do Douro                    |             | Partido Socialista | 45,77 / 100,00 |           | Partido Socialista | 56,74 / 100,00 |
| Pedroso e Seixezelo                  | Não Existia | Não Existia        | Não Existia    |           | Partido Socialista | 43,91 / 100,00 |
| Sandim, Olival, Lever e Crestuma     | Não Existia | Não Existia        | Não Existia    |           | Partido Socialista | 43,99 / 100,00 |
| Santa Marinha e São Pedro da Afurada | Não Existia | Não Existia        | Não Existia    |           | Partido Socialista | 37,38 / 100,00 |
| São Félix da Marinha                 |             | PSD-CDS            | 49,64 / 100,00 |           | Partido Socialista | 43,59 / 100,00 |
| Serzedo e Perosinho                  | Não Existia | Não Existia        | Não Existia    |           | Partido Socialista | 55,99 / 100,00 |
| Vilar de Andorinho                   |             | Partido Socialista | 49,80 / 100,00 |           | Partido Socialista | 44,59 / 100,00 |